# Maria Fliri
Maria Fliri (* 28. Juni 1973 in Bregenz, Vorarlberg) ist eine österreichische Schauspielerin.

## Leben
Maria Fliri besuchte die  Bildungsanstalt für Kindergartenpädagogik (BAKIP) in Feldkirch, wo sie 1992 maturierte. Ihre Schauspielausbildung erhielt sie an der Schauspielschule Krauss in Wien, die sie 1996 mit Diplom abschloss.

### Theater
In der Saison 1996/97 war sie als Gast am Wiener Volkstheater als Kadett in Cyrano de Bergerac unter der Regie von Michael Schottenberg sowie als Elsa in Das Geschenk der Gorgo in einer Inszenierung von Zeno Stanek zu erleben. Ihr erstes festes Engagement hatte sie von 1997 bis 1999 am Theater Reutlingen Die Tonne, wo sie unter anderem als Mariedl in Die Präsidentinnen von Werner Schwab, als Gretchen in Goethes Urfaust sowie als Hai-Tang in Klabunds Der Kreidekreis auf der Bühne stand.
In der Spielsaison 1999/2000 war sie am Vorarlberger Landestheater engagiert, seit 2000 lebt sie in Wien und ist als freie Schauspielerin in Wien und Vorarlberg tätig. Am Vorarlberger Landestheater stand sie unter anderem als Parzival in Mein Parzival von Paul Steinmann unter der Regie von Karin Eppler, in der Titelrolle der Medea von Euripides und als Leni in Magdalena von Ludwig Thoma auf der Bühne. Bei den Bregenzer Festspielen war sie beispielsweise als Olivia in Was ihr wollt und als Julie in Liliom zu erleben. Weitere Engagements führten sie in Wien ans Theater der Jugend, ans Schauspielhaus sowie ans Kosmos Theater, in Vorarlberg spielte sie etwa am Theater Kosmos und mit dem Aktionstheater Ensemble.
2009 gründete sie gemeinsam mit der Münchner Regisseurin und Autorin Barbara Herold den Theaterverein dieheroldfliri.at.

### Film und Fernsehen
Im Kurzfilm Daschka von Regisseur Ludwig Löckinger, der unter anderem 2011 auf der Diagonale und dem Filmfestival Crossing Europe gezeigt wurde, hatte sie eine Hauptrolle als Polizistin. Im ORF war sie 2013 in der Episode Shit Happens der Fernsehserie Schlawiner als Gabi Klim zu sehen, in der Folge Schöpfung der Serie SOKO Kitzbühel verkörperte sie die Rolle der Sandra Tauchberger.
Unter der Regie von Karl Markovics drehte sie im Frühjahr 2018 für den Kinofilm Nobadi, in dem sie die Tierärztin Dr. Oppolzer verkörperte. Im Herbst desselben Jahres arbeitete sie erneut mit Markovics zusammen und drehte unter dessen Regie den Vorarlberger ORF-Landkrimi Das letzte Problem, in dem sie eine Hauptrolle als Hoteldirektorin Beate Riegler hatte.
In der ORF-Fernsehserie Walking on Sunshine (Erstausstrahlung 2019) spielte sie eine Staatsanwältin, im Fernsehfilm Der Stumpengang aus der ZDF/ORF-Krimireihe Die Toten vom Bodensee (ebenfalls 2019) war sie als Museumsmitarbeiterin zu sehen.

## Filmografie (Auswahl)
- 2011: Daschka (Kurzfilm)
- 2013: Schlawiner – Shit Happens (Fernsehserie)
- 2018: SOKO Kitzbühel – Schöpfung (Fernsehserie)
- 2019: Walking on Sunshine (Fernsehserie)
- 2019: Die Toten vom Bodensee – Der Stumpengang (Fernsehreihe)
- 2019: Nobadi
- 2019: Landkrimi – Das letzte Problem (Fernsehreihe)
- 2021: Tatort: Verschwörung (Fernsehreihe)
- 2021: Die Toten von Salzburg – Treibgut (Fernsehreihe)
- 2024: School of Champions (Fernsehserie)
- 2024: Eigentlich sollten wir (Fernsehfilm)
- 2024: Pfau – Bin ich echt?
- 2025: SOKO Donau/SOKO Wien – Eine Gräfin namens Cindy (Fernsehserie)
- 2025: Mord in Wien – Der letzte Bissen (Fernsehreihe)